# Stensjö, Vaggeryds kommun
Stensjö var ett säteri i Svenarums socken i Småland, i nuvarande Vaggeryds kommun i Jönköpings län.
Säteriet gavs i slutet av 1620-talet som förläning till kapten Caspar Witte, en man av nordtyskt ursprung som under Karl IX:s tid invandrat till Sverige. Hans bror Johann Witte(n) var furstligt mecklenburgskt geheimeråd hos Adolf Fredrik I av Mecklenburg-Schwerin.
Hos Caspar Witte inledde Per Stålhammar sin karriär som trossdräng, för att senare bli dennes sventjänare (ryttare). Så småningom gifte sig Per Stålhammar med Caspar Wittes dotter Susanna, som dock dog i samband med en förlossning redan 1645. Per Stålhammar gifte 1647 om sig med Anna Skytte och fick genom det giftet Hultsvik i Korsberga socken. Till skillnad från Stensjö finns Hultsvik bevarat. Eftersom Per Stålhammar blivit adlad i en tid då kronans ekonomi var dålig (1650) fick han ingen donation, utan fick vänta. Dock lyckades Per Stålhammar 1656 få ett löfte av sin förre svärfar Caspar Witte (adlad von Witten af Stensjö 1649) att få Stensjö som arv, detta trots att Caspar von Witten egentligen hellre ville att en annan svärson skulle ta över. Caspar von Witten dog 1659.
Trots att försök har gjorts för att hitta rester av detta äldre Stensjö säteri, har man inte funnit något. Dock finns grunden från ett yngre säteri, som övergavs i början av 1800-talet.